# フトイ属

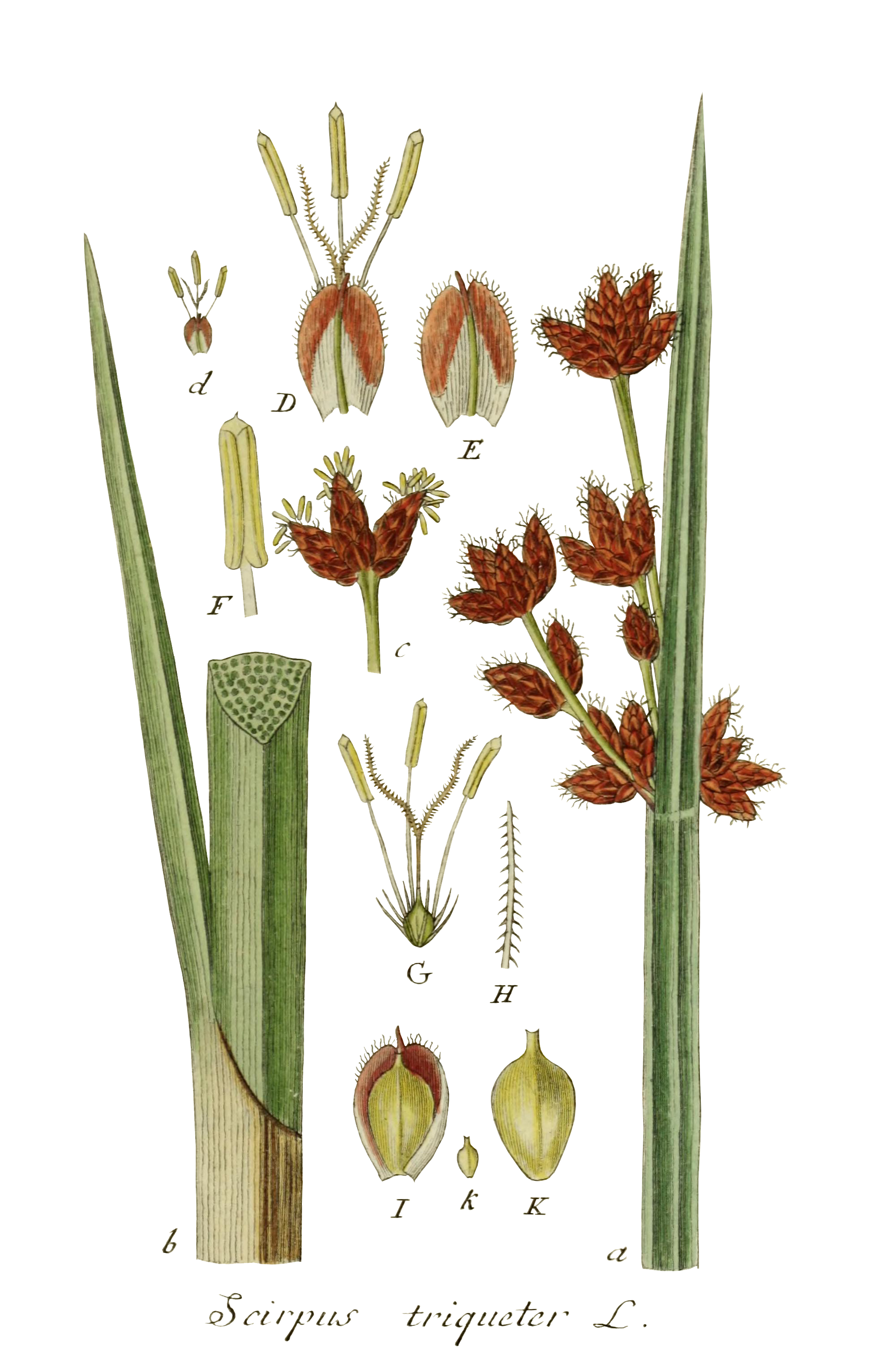
図版
サンカクイ

フトイ属 Schoenoplectus は、カヤツリグサ科の属の1つである。イグサのような姿の植物で、茎の先端かその延長のような姿の苞の脇に小穂をつける。

## 特徴
全体に毛のない多年生の草本。地下茎は木質で短く横に這うか、あるいは匍匐茎を出して横に長く這い、時にその先端に小さな塊茎を生じる。茎は離れて生じるか、あるいは少数が束になって出る。茎は円柱形か、あるいは角があるが全体に滑らかでざらつかず、また基部から先端までの間には節がない。
葉は根元から生じ、その基部は筒状の葉鞘となり、しばしばそれが裂ける。その先端から生じる葉身は退化して短い突起となる例もあり、また平たい葉状になる例、あるいは3稜形になる例もある。花序は茎の先端に生じるが、総苞片が茎の延長のように直立するので側性状になる例も多い。総苞片は普通は1つで、茎の延長的に見えるものも、葉状のものもあり、花序より長く発達する例もずっと短い例もある。
花序は小穂を単独に生じる例はほぼなく、少数から多数の小穂が散房状、あるいは複散房状につき、柄が短縮してやや頭状に見えるものもある。小穂には鱗片がらせん状につき、それらはすべて同型で、すべての鱗片に花が含まれる。鱗片の表面は無毛で滑らかか、あるいは主脈状にざらつき、先端は丸いか、あるいはややくぼんで短い芒が突き出る。花は両性を供え、雄しべは2-3個、雌しべの花柱は2-3に分かれ、その基部は滑らかに子房に繋がる。花被片は普通は3-6個で、刺針状で縁に細かな小突起が出るものと、平たい紐のような形で縁に羽毛状の突起があるものがある。果実の断面は3稜形からレンズ状、表面は滑らかで先端が嘴状に尖り、表皮細胞は細長くて縦に並ぶ例もあるが、そのような傾向が見られないうものも多い。

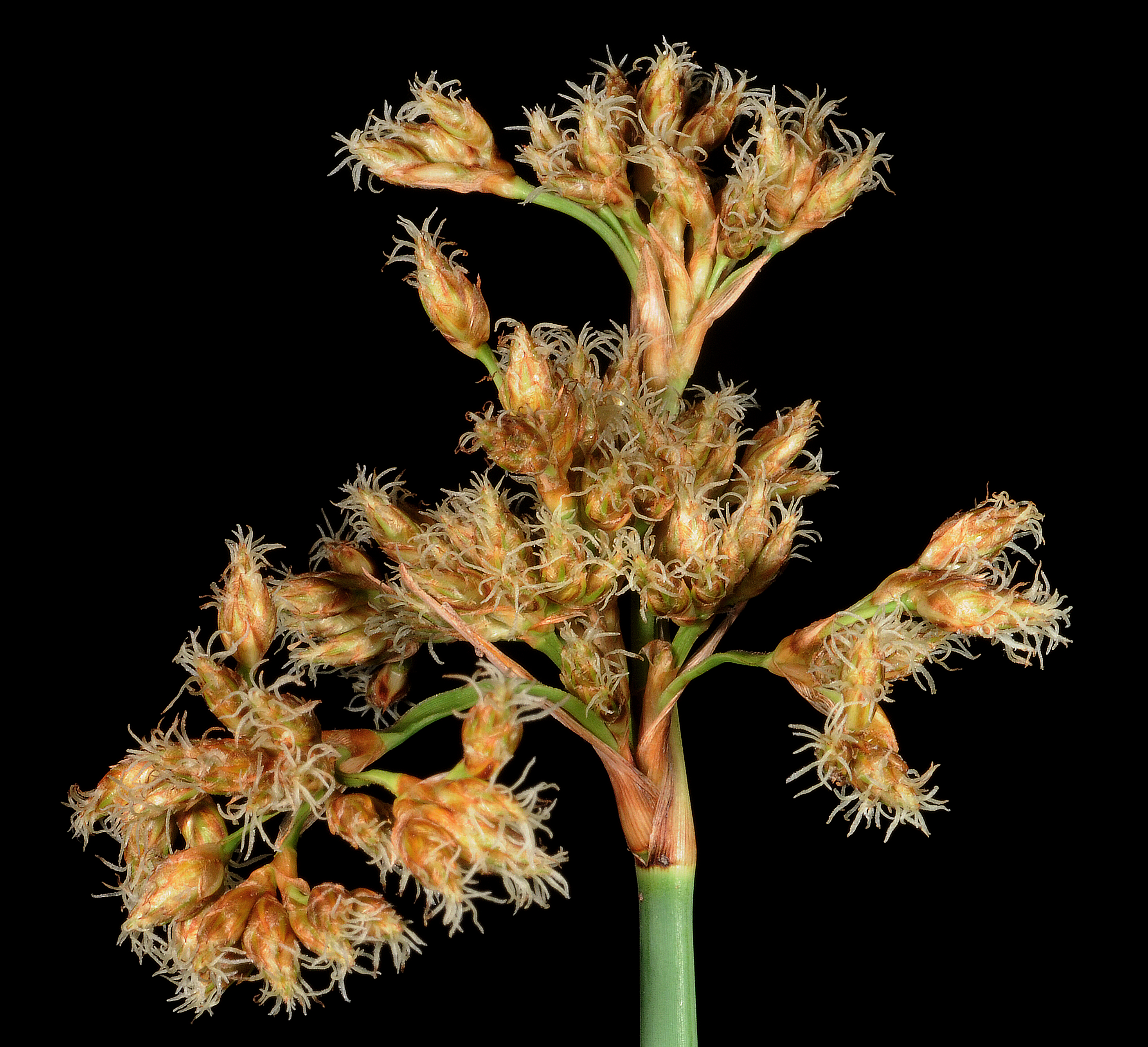
開花中の花序 フトイ・以下も同じ
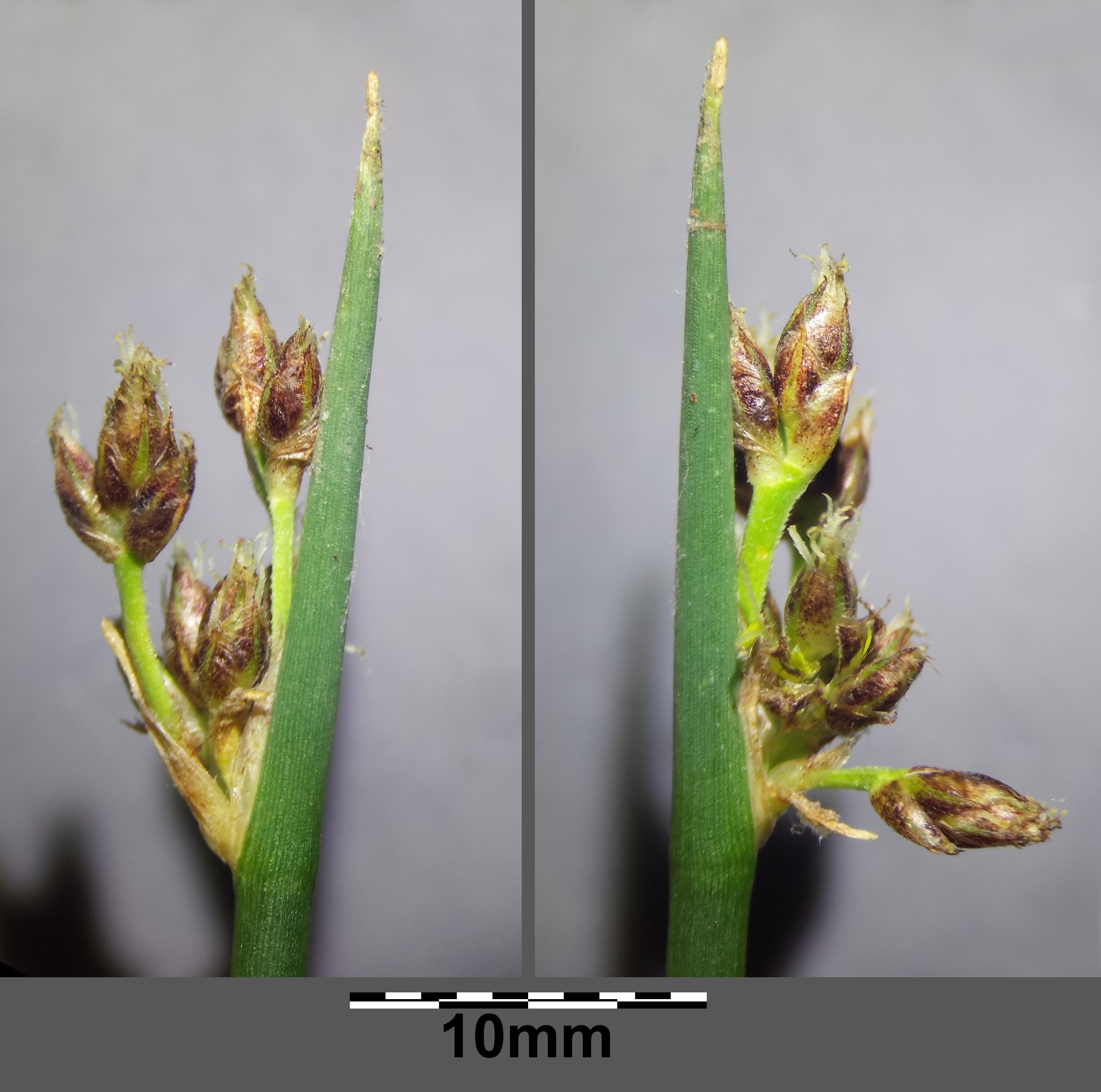
幼い花序・茎の延長になる総苞が見える。 本種では長くは伸びない。
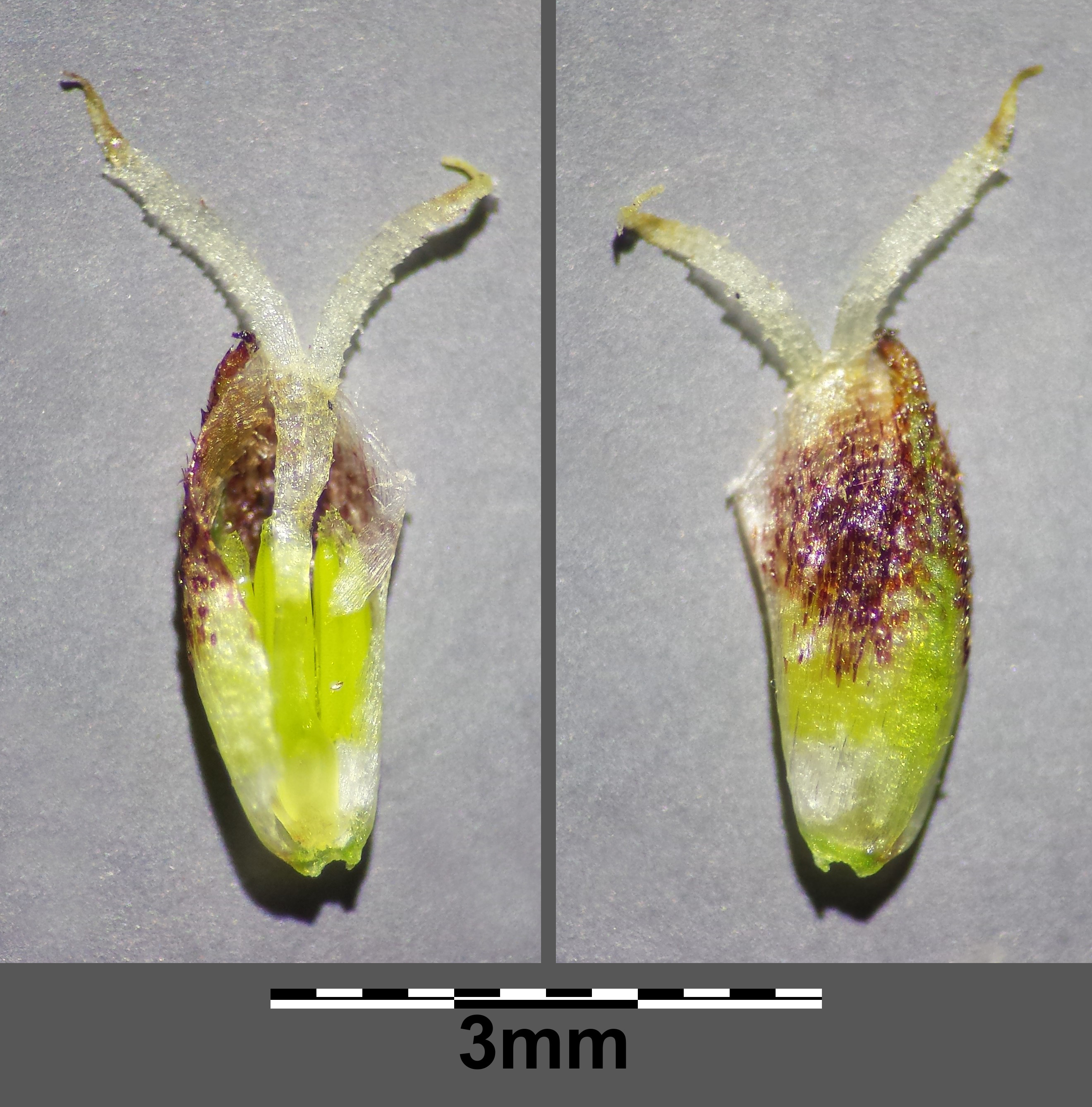
開花中の小花
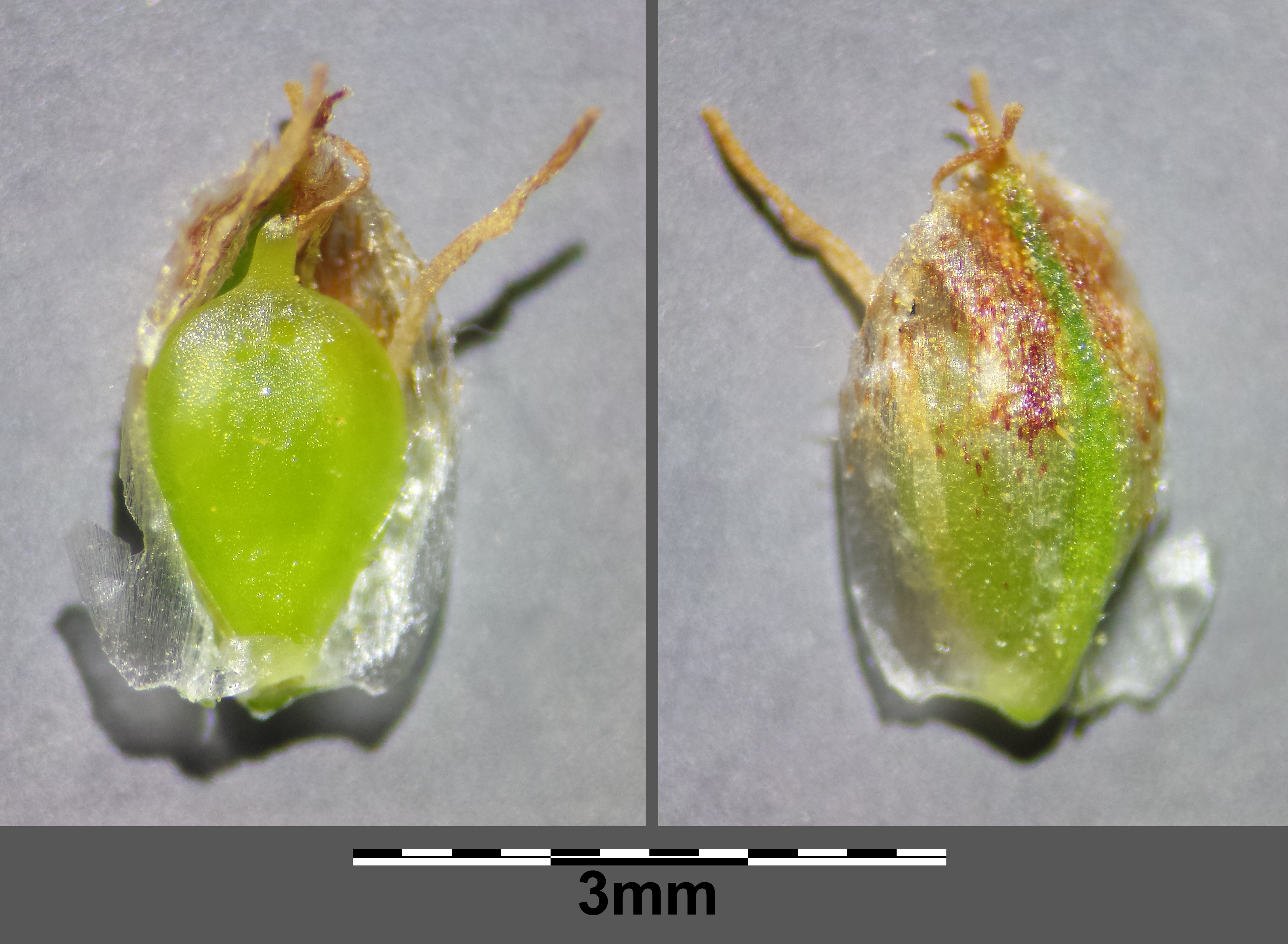
果実が出来つつある小花

## 種と分布
世界的に分布し、27種が知られる。湿地や水辺に生育するもので、水中に沈んで生育する例もある。

## 分類
もっとも似たものはホソガタホタルイ属 Scoenoplectiella であり、全体の形態も小穂や小花の構造もとてもよく似ている。その区分は後述のように分子系統に基づくが、形態的な特徴としては本属のものでは痩果の表面が滑らかで、それを覆う表皮細胞がほぼ楕円形などであるのに対して、この属のものでは表面が滑らかなものもあるが横向きの皺や隆起を持つものが多いこと、また表皮細胞が明瞭に縦長の形を取ることが挙げられる。より外見的な特長としては、本属の小穂は柄を持つものが多く、花序の形が散房状などになるのに対して、この属のものは小穂に柄がないか、あっても短く、そのために花序が頭状の形になりがちであることが挙げられる。
本属はかつての広義のホタルイ属からの細分属では最も大きいもので、しかしそれがひとまとまりの群であることは1980年代以降、2010年代初頭まで広く認められたものであった。異論があったのはオオサンカクイ属 Actinoscirpus とウキヤガラ属 Bolboschoenus をこの属に含めるかどうか、という部分程度であったが、この2属を含めない扱いが主に認められていた。星野他(2011)もこれに沿っている。更にこの属内をいくつかの節に分ける論も行われてきた。いくつかの説はあるが、およそ以下の4つの節を立てる説が認められてきた（：の後に日本産の代表的なものを示す）。
- Sect. Schoenoplectus：フトイ、サンカクイ
- Sect. Malacogeton：シズイ
- Sect. Actaeogeton
- Sect. Schoenoplectiella：ホタルイ、カンガレイ

しかし分子系統の手法をここに適用すると、この属が多系統であり、2つのクレードに分けられ、それぞれが別の属と姉妹群をなす、との結果が提出された。その結果、本属から区分されたのがホソガタホタルイ属で、具体的には上の4つの節の後2者がここに移された。その区別は上述の通りである。ちなみにホソガタホタルイ属の方が、地球上において種数が約2倍と多く、本家の方が分家に負けたような形になっている。
本属と姉妹群をなすのはオオサンカクイ属 Actinoscirpus とされている。この属は単一の種オオサンカクイ A. grossus からなり、これはフトイの茎を三角にして根出葉と葉状の苞を足したような植物である。
以下に日本産の種を示す。
- Schoenoplectus：フトイ属
  - S. nipponicus：シズイ
  - S. tabernaemontani：フトイ
  - S. triqueter：サンカクイ

## 利害
本属のフトイやそれに類する種はかなり大きくなり、様々な素材として利用される例がある。他に斑入りのフトイなどは観賞用に栽培される例もある。

### ウル族による利用

チチカカ湖の蘆船

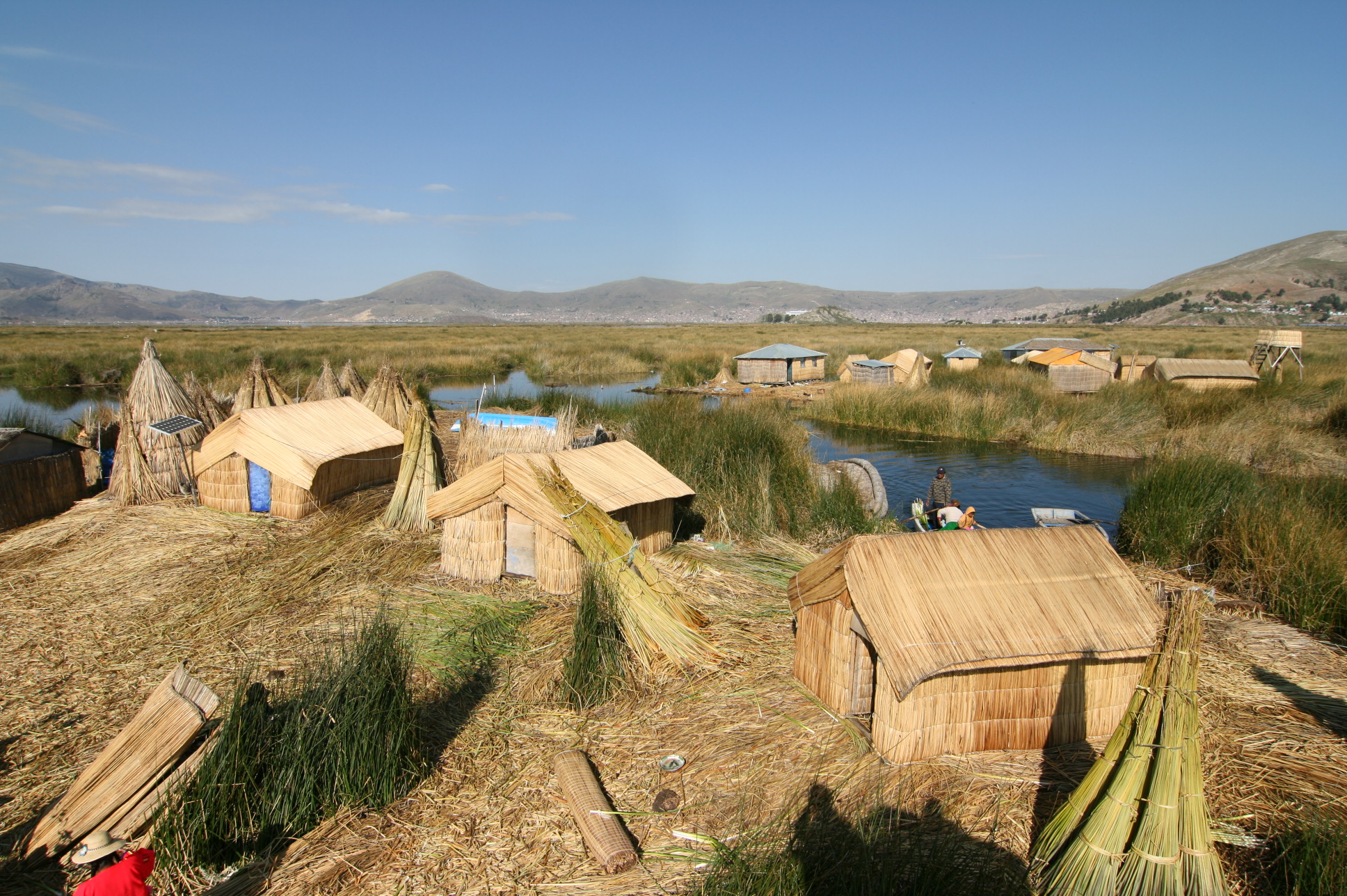
トトラを全面的に利用したウル族の浮島と家屋

国外では、チチカカ湖に自生するフトイの一種・トトラ（スペイン語: totora; S. californicus）がよく知られている。トトラは、湖上の民・ウル族の暮らしを全面的に支えている。
ウル族はトトラを刈り取って乾燥させ、その束を水面上へ大量に積み重ねることによって浮島を作り、トトラで葺いた家をその上に建てて、水上の暮らしを営む。家の傍らに畑をもつ際にはトトラの根がその肥料にもなる。漁に用いる舟や移動用のボートもトトラから作るほか、食材、お茶、燃料、薬、身装品（帽子など）など、生活のあらゆる場面でトトラが用いられている。観光客相手にはトトラ細工が欠かせない土産品となっている。